# Чотиримежжя

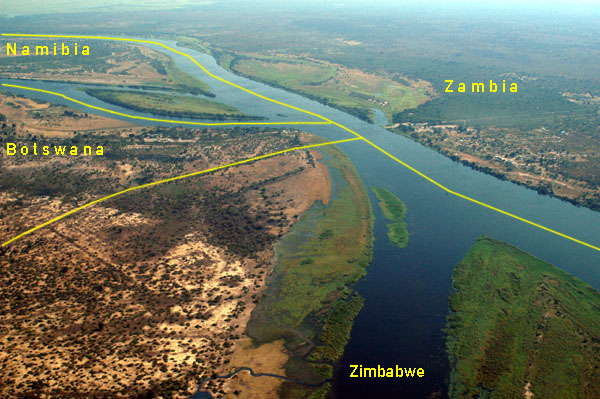
Річка Замбезі місці зустрічі Намібії (вгорі ліворуч), Замбії (вгорі), Зімбабве (внизу) і Ботсвани (ліворуч)

Чотиримежжя — це місце на поверхні Землі, де зустрічаються чотири різні політичні території. Вони можуть бути різних видів, національні чи регіональні. В Північній Америці декілька таких місць відомі як Фор-Корнерс (Чотири кути).

## Зноски
1. ↑  Akweenda, Sackey (1997). International Law and the Protection of Namibia's Territorial Integrity: Boundaries and Territorial Claims. Martinus Nijhoff. с. 201—203. ISBN 978-90-411-0412-0.
2. ↑  Nolan, J. (December 2003). There are numerous points where three countries meet. Are there any with four?. Geographical[en]. 75 (12): 19. ISSN 0016-741X.